# 1320er
Portal Geschichte | Portal Biografien | Aktuelle Ereignisse | Jahreskalender | Tagesartikel

◄ |
13. Jh. |
14. Jahrhundert
| 15. Jh. | ►

◄ |
1290er |
1300er |
1310er |
1320er
| 1330er | 1340er | 1350er | ►

1320 |
1321 |
1322 |
1323 |
1324 |
1325 |
1326 |
1327 |
1328 |
1329

## Ereignisse
- 1320: Declaration of Arbroath – Die Schotten erklären ihre Unabhängigkeit von England.
- 1323: Ein zweites Erdbeben (nach dem von 1303) erschüttert den Leuchtturm von Alexandria (eines der 7 Weltwunder der Antike) und führt zu seiner weitgehenden Zerstörung.